# Футбольный матч Украина — Венгрия (1992)
Футбольный матч между сборными командами Украины и Венгрии прошёл 29 апреля 1992 года в Ужгороде на стадионе «Авангард». Этот матч стал первым для украинской национальной сборной после провозглашения независимости Украины. В своём дебютном матче, однако, украинцы проиграли венграм со счётом 1:3, забив единственный гол только на 90-й минуте.

## Подготовка к игре
Выбор первого соперника был обусловлен географическим фактором (Венгрия является соседним государством) и политическим (Венгрия является третьей страной мира, признавшей независимость и суверенитет Украины). Подготовкой матча занимался вице-президент Федерации футбола Украины Евгений Котельников.
Изначально планировалось провести поединок 22 апреля в Киеве на «Республиканском стадионе», однако ввиду финансовых трудностей Федерации футбола Украины матч решили перенести в Ужгород, ближе всего к границе с Венгрией. Матч был назначен на 29 апреля и начинался в 19:00 по киевскому времени (20:00 по Москве).
Сборная Украины собралась за два дня до поединка на базе киевского «Динамо» в Конче-Заспе. Была проведена тренировка, а на следующее утро команда вылетела в Ужгород, где разместилась в отеле «Закарпатье».

## Составы

### Украина
Предварительно для сборной Украины был составлен список из 41 игрока для матча. В числе игроков не было легионеров, так как у федерации футбола не было денег на их перелёт. Также существовали проблемы с выбором главного тренера для сборной: первоначально планировалось назначить тренером Валерия Лобановского, однако к тому моменту у него ещё действовал контракт со сборной ОАЭ. В итоге тренером был назначен Виктор Прокопенко, который возглавлял к тому моменту одесский «Черноморец». Прокопенко сократил список игроков до 20 человек. Всего своих футболистов отправили пять украинских команд. Договориться с легионерами об участии в матче не удалось.
На дебютный матч были вызваны: вратари — Кутепов («Динамо»), Гришко («Черноморец»), защитники — Лужный, Ю.Мороз («Динамо»), Никифоров, Третьяк («Черноморец»), Драгунов («Шахтер»), Беженар («Днепр»), полузащитники — Анненков, Ковалец, Заец («Динамо»), Шелепницкий, Сак, Цымбаларь («Черноморец»), Погодин («Шахтёр»), Дудник («Металлург» Запорожье), нападающие — Саленко («Динамо»), Гецко, Гусев («Черноморец»), Щербаков («Шахтёр»).
Подготовка к поединку практически не велась: «динамовцы» после игр Кубка европейских чемпионов вели три игры внутреннего чемпионата, а игроки «Черноморца» отдыхали после матча с «Шахтёром».

### Венгрия
Венгрия, не пробившаяся на чемпионат Европы 1992 года, готовилась к борьбе за место на чемпионате мира 1994, и вела более тщательную подготовку. В отличие от украинской сборной, венгры сумели вызвать всех легионеров и даже уговорили отправиться на матч полузащитника итальянской «Анконы» Лайоша Детари, который ещё не восстановился после травмы.

## Ход матча
В первом тайме игроки обеих сборных действовали остро, а украинцы не уступали противнику ни в чём. До перерыва подопечные Виктора Прокопенко могли открыть счёт: на 15-й минуте опасно пробил Юрий Шелепницкий по воротам Иштвана Брокхаузера, однако венгров спасла штанга. А вскоре в штрафной площади венгров был сбит Сергей Щербаков, однако судья пенальти не назначил.
Во втором тайме эффективность игры украинцев понизилась, игроки стали чаще ошибаться. На 61 минуте Иштван Шаллои открыл счёт, воспользовавшись ошибкой обороны Украины. Венгры повели 1:0. Ещё через 9 минут той же ошибкой воспользовался Йожеф Киприч, который годом ранее забивал дважды в ворота сборной СССР. На 71-й минуте матча Сергей Ковалец жёстко сыграл в борьбе с Кипричом и получил первую жёлтую карточку в истории сборной. Наконец, на 84-й минуте Киприч забил третий мяч, реализовав пенальти, и довёл счёт до неприличного — 3:0. Гол престижа украинцам удалось организовать только на 90-й минуте: Иван Гецко смог распечатать ворота Брокхаузера. Но на большее сил у «жовто-блакитных» не хватило: Украина проиграла 1:3 Венгрии.

## Комментарии тренеров после игры
- Виктор Прокопенко:

К сожалению, времени на подготовку к матчу не было. Поэтому мы сделали акцент на игроков бывшей Высшей лиги СССР. Чтобы успешно выступать на международной арене, требуется серьёзно готовиться к встречам с разными соперниками. В частности, мы запросили всех сильнейших украинских футболистов, которые играют в зарубежных клубах.
- Эмерих Еней:

Мы теперь готовимся к первому отборочному матчу чемпионата мира, и украинская команда — серьёзный противник. Ребят настраивал на победу, ведь для меня каждый матч важен.

## Отчёт
| 29 апреля 1992 | \| Украина \| 1 : 3 (0 : 0) \| Венгрия \| \| Иван Гецко 90′ \| Голы \| 61′ Иштван Шаллои · 70′ 84′ (пен.) Йожеф Киприч \| | Стадион: «Авангард», Ужгород Зрителей: 13 000 Судья: Вадим Жук |
| Украина        | 1 : 3 (0 : 0) | Венгрия                                                        |
| Иван Гецко 90′ | Голы | 61′ Иштван Шаллои · 70′ 84′ (пен.) Йожеф Киприч                |

| Украина | Венгрия |

| Украина:          |  |                      |              |     |
|                   |  |                      |              |     |
| В                 |  | Игорь Кутепов        |              |     |
| З                 |  | Олег Лужный          |              |     |
| З                 |  | Юрий Никифоров       |              |     |
| З                 |  | Сергей Беженар       |              |     |
| З                 |  | Сергей Третьяк       |              |     |
| П                 |  | Сергей Ковалец       | Предупреждён |     |
| П                 |  | Илья Цымбаларь       |              |     |
| П                 |  | Юрий Шелепницкий (к) |              |     |
| П                 |  | Сергей Погодин       |              | 56' |
| Н                 |  | Олег Саленко         |              | 59' |
| Н                 |  | Сергей Щербаков      |              | 69' |
| Замены:           |  |                      |              |     |
| П                 |  | Юрий Сак             |              | 56' |
| Н                 |  | Иван Гецко           |              | 59' |
| Н                 |  | Сергей Гусев         |              | 69' |
| Тренер:           |  |                      |              |     |
| Виктор Прокопенко |  |                      |              |     |

| ВЕНГРИЯ:    |  |                   |              |     |
|             |  |                   |              |     |
| В           |  | Иштван Брокхаузер |              | 88' |
| З           |  | Тибор Шимон       |              |     |
| З           |  | Жолт Лимпергер    |              | 58' |
| З           |  | Габор Мартон      |              | 82' |
| З           |  | Иштван Винце      |              |     |
| П           |  | Эмиль Лёринц      |              | 86' |
| П           |  | Тамаш Монош       | Предупреждён |     |
| П           |  | Андраш Телек      |              |     |
| П           |  | Петер Липчеи      |              |     |
| Н           |  | Йожеф Киприч      |              |     |
| Н           |  | Иштван Шаллои     | Предупреждён | 74' |
| Замены:     |  |                   |              |     |
| З           |  | Тибор Балог       |              | 58' |
| Н           |  | Иштван Пишонт     |              | 74' |
| З           |  | Бела Иллеш        |              | 82' |
| П           |  | Эрвин Ковач       |              | 86' |
| В           |  | Тамаш Балог       |              | 88' |
| Тренер:     |  |                   |              |     |
| Эмерих Эней |  |                   |              |     |

|  |